# مويسة (الملاجم)

تعديل مصدري - تعديل

مويسة هي إحدى قرى عزلة ال منصور الملاجم بمديرية الملاجم التابعة لمحافظة البيضاء، بلغ تعداد سكانها 223 نسمة حسب تعداد اليمن لعام 2004.